# Ричардсон (Тексас)
Ричардсон (енгл. Richardson) град је у америчкој савезној држави Тексас. По попису становништва из 2010. у њему је живело 99.223 становника.

## Демографија
Према попису становништва из 2010. у граду је живело 99.223 становника, што је 7.421 (8,1%) становника више него 2000. године.
| Група             | 2000.          | 2010.          |
| Белци             | 63.850 (69,6%) | 57.600 (58,1%) |
| Афроамериканци    | 5.675 (6,2%)   | 8.507 (8,6%)   |
| Азијати           | 10.709 (11,7%) | 14.981 (15,1%) |
| Хиспаноамериканци | 9.420 (10,3%)  | 15.849 (16,0%) |
| Укупно            | 91.802         | 99.223         |